# Salt Fork Vermilion River
Der Salt Fork Vermilion River ist der rechte Quellfluss des Vermilion River im  US-Bundesstaat Illinois. Der Fluss ist 121 km lang und entwässert im östlichen Zentral-Illinois ein Areal von ungefähr 1294 km² (davon 937 km² in Champaign County und 357 km² in Vermilion County).
Der Salt Fork Vermilion River entspringt im Norden des Champaign County westlich von Ludlow. Er fließt anfangs in überwiegend südlicher Richtung durch den Champaign County. Er nimmt die Nebenflüsse Spoon Branch von links und Saline Branch von rechts auf. Anschließend passiert er die Ortschaft St. Joseph und wendet sich bei Sidney nach Osten. Er fließt in den Vermilion County, wo er die Ortschaft Oakwood passiert und schließlich westlich von Danville auf den von Norden kommenden Middle Fork Vermilion River trifft.